# A-491
La A-491 es una carretera autonómica de la Red de carreteras de Andalucía en la Provincia de Cádiz que une Chipiona y El Puerto de Santa María por Rota, dividida en tres tramos bien diferenciados:
- El antiguo tramo de la CA-604, que pasaba desde Chipiona a Rota.
- La carretera de Rota - Base Naval - El Puerto Sta. María.
- Y la variante de Rota desde El Puerto S. Mª. a la Variante de los Puertos (Pto S. María y Pto. Real) por la A-4.

Esta vía enlaza la A-2078 con la A-480. Las actuaciones en esta carretera se incluyen en el Plan MASCERCA.

El recorrido de la carretera es el siguiente:

km

## Tramos
| Denominación | Tramo                                       | Año servicio / Estado (2025)                                                                       | km |
| ------------ | ------------------------------------------- | -------------------------------------------------------------------------------------------------- | -- |
| A-491        | Variante de El Puerto de Santa María        | ¿1996?                                                                                             | 6  |
| A-491        | El Puerto de Santa María-Cruce de la A-2078 | 2015                                                                                               | 9  |
|              | Cruce de la A-2078-Rota                     | En redacción de proyecto (pendiente someter a información pública) (pendiente licitación de obras) | 6  |
|              | Rota-Chipiona                               | Pendiente del estudio informativo                                                                  | 15 |

## Salidas
| Velocidad | Esquema | Salida | Sentido Chipiona (ascendente)                                                                    | Sentido El Puerto (descendente)                                               | Carretera | Notas |
| --------- | ------- | ------ | ------------------------------------------------------------------------------------------------ | ----------------------------------------------------------------------------- | --------- | ----- |
|           |         |        | A-491 Rota 25 Chipiona 31 A-2001 Sanlúcar 26                                                     | E-5 A-4 Jerez 12 Sevilla 105 Puerto Real 14 Cádiz 22                          |           |       |
|           |         | 29-28  | El Puerto de Santa María Pol. Industrial                                                         | El Puerto de Santa María Pol. Industrial                                      |           |       |
|           |         | 27B    |                                                                                                  | centro urbano                                                                 | N-4       |       |
|           |         | 27A    |                                                                                                  | El Puerto de Santa María Centro Comercial El Paseo                            |           |       |
|           |         | 25     | El Puerto de Santa María Sanlúcar de Barrameda 22 Recinto Ferial de Las Banderas                 | El Puerto de Santa María Sanlúcar de Barrameda 22 Recinto Ferial Las Banderas | A-2001    |       |
|           |         | 24     | El Puerto de Santa María centro ciudad playas                                                    | El Puerto de Santa María centro ciudad playas                                 |           |       |
|           |         | 19     | El Puerto de Santa María Base Naval de Rota                                                      | El Puerto de Santa María Base Naval de Rota                                   | A-491R    |       |
|           |         | 17     |                                                                                                  | Base Naval de Rota                                                            | A-491R    |       |
|           |         |        | A-491 A-2078 Rota 12 Chipiona 18 Jerez 20 Sanlúcar 19 E-5 A-4 AP-4 Sevilla 115 A-471 Sevilla 122 | A-491 El Puerto de Santa María 10 E-5 A-4 Cádiz 33                            |           |       |